# 岡西靖
岡西 靖(おかにし　やすし)は日本の工学者。

## 略歴
1968年、東京都に生まれる。学歴は横浜国立大学大学院工学研究科修士課程修了後、同博士課程に進学。同課程単位取得退学。後に博士(工学)。株式会社防災都市計画研究所を経て、現在、NPO法人環境・災害対策研究所理事に就任。その他、横浜国立大学大学院環境情報研究院産学連携研究員を兼務する。主に、防災まちづくりのあり方について研究し、近年は防犯や地域福祉などを含めて、広く地域の安全・安心に関する研究に従事している。近年は地域安全学会等、学会の司会ほか進行にも従事している。

## 業績

### 書籍
- 中村八郎、森勢郁生、岡西靖著『防災コミュニティ』（自治体研究社、2010年)ISBN 4880375519

### 報告書等
- 岡西靖、佐土原聡著「兵庫県南部地震における人命救助活動の地域特性に関する研究」公益財団法人地震予知総合研究振興会東濃地震科学研究所編『Seq.3 地震時の人的被害に関する総合研究(2)ワークショップ特集号』(公益財団法人地震予知総合研究振興会、2015年)[3]。

### 論文等
共著論文等を含む。
- 佐土原聡、岡西靖著「7141 自治会町内会における日常活動と災害対策活動の関係に関する研究(地域の防災力(1),都市計画)」
- 佐土原聡、岡西靖著「地域防災力向上のための自治会町内会における地域コミュニティと災害対策に関する調査研究 : 横浜市内の自治会町内会を対象としたアンケートに基づく考察」
- 佐土原聡、岡西靖著「横浜市内の自治会町内会における日常の活動と防災に関する調査研究(G.一般セッション)」
- 藤岡泰寛、三輪律江、高見沢実、岡西靖、 伊藤篤史、中森裕史、江部愛美著「7015 公園再生プロジェクトを通じたコミュニティ活性化の試み : 商学協働事業から地域まちづくりへの発展に関する研究 その2(多主体による地域まちづくり(2), 都市計画)」
- 佐土原聡、岡西靖著「自治会加入者層の防災意識・対策の実態と今後の地域防災力向上に関する研究 : 保土ケ谷区民会議のアンケート結果の考察から」
- 佐土原聡、岡西靖、古屋貴司、稲垣景子著「7177 地域住民の視点からの地域防災拠点の課題とその在り方に関する研究 : 保土ヶ谷区地域防災拠点意見交換会の結果の分析から(防災シミュレーションと救援活動,都市計画)」
- 佐土原聡、岡西靖、古屋貴司、稲垣景子著「7144 地域コミュニティにおける災害履歴情報の認知状況 : 横浜市保土ヶ谷区民を対象としたアンケート調査に基づく分析(震災復興と被災者支援,都市計画)」
- 佐土原聡、岡西靖、古屋貴司、稲垣景子著「F-11 地域の防災対策を推進する上での区割りに関する研究(F.一般セッション)」
- 佐土原聡、岡西靖、古屋貴司、稲垣景子著「27. 地域との協働による地域特性に応じた災害対策の推進に関する研究 : 横浜市保土ヶ谷区における地域防災拠点意見交換会の概要(F.一般セッション,一般論文発表)」
- 藤岡泰寛、三輪律江、高見沢実、岡西靖、 伊藤 篤史、中森裕史、江部愛美著「7016 安全・安心をテーマにした子どもまち探検企画を通した地域の防災意識向上への取り組み : 商学協働事業から地域まちづくりへの発展に関する研究 その3(多主体による地域まちづくり(2), 都市計画)」

ほか多数。

### 講師歴
- 2015年-「平成26年度千葉県自治研修センター 災害危機管理研修」講師[5]

### 文献資料
- 中村八郎、森生郁生、岡西靖著『防災コミュニティ』（自治体研究社、2010年)著者略歴欄